# Giuseppe Colombo
Giuseppe Colombo (Pàdua, 2 d'octubre 1920-Pàdua, 20 de febrer de 1984), més conegut pel seu sobrenom Bepi Colombo, va ser un científic italià, matemàtic i enginyer a la Universitat de Pàdua, Itàlia.

## Mercuri
És especialment reconegut pel seu treball al planeta Mercuri; els seus càlculs per mantenir una nau espacial en una òrbita ressonant amb Mercuri amb múltiples sobrevols van ser determinants per a l'èxit de la missió Mariner 10. Colombo també va explicar la ressonància d'espín-òrbita de l'òrbita de Mercuri, mostrant que gira tres vegades per cada dues òrbites al voltant del Sol.

## Els anells de Saturn
Colombo també va fer importants contribucions a l'estudi dels anells de Saturn, en la seva majoria usant observacions terrestres abans que l'exploració espacial arribara al sistema solar exterior.

## Altres contribucions
Colombo va inventar cables per connectar satèl·lits entre si. També va participar en la planificació de Giotto, la missió de l'Agència Espacial Europea per estudiar el cometa de Halley, però va morir abans que es llançara la nau espacial. Va ser el primer a proposar l'assistència gravitatòria als viatges espacials.

## Llegat
La missió de l'ESA a Mercuri planificada es denomina BepiColombo en el seu honor. La divisió de Colombo en els anells de Saturn i l'asteroide (10387) Bepicolombo també porten el seu nom.